# 荒川弘
荒川弘（日语：／ Arakawa Hiromu，1973年5月8日—）是日本的女性漫画家，本名「荒川弘美」，出身於北海道。，筆名「荒川弘」是直接去掉本名中的一個字而來。

## 經歷
荒川弘出生在北海道幕別町一帶的酪農家庭，為家中五姐弟的老四。幼稚園時期，荒川弘受到田河水泡漫畫《野良黑》影響，開始對漫畫產生興趣；而小學期間，高橋留美子漫畫《福星小子》的美形畫風也讓她特別印象深刻。
在青春期間荒川弘就讀於農業相關的北海道帶廣農業高等學校，於高校期間裡荒川弘參加校內空手道社團、並有獲得空手道黑帶的資格。高校畢業後，荒川弘未繼續升學，而是回到老家幫忙家中酪農事務，並在此期間抽空參加漫畫相關的投稿活動，如：以筆名艾德蒙荒川在新聲社的《GAMEST》和《Comic GAMEST》發表插圖或四格漫畫，1998年則以筆名「稱霸全國」（ZENKOKUSEIHA）創作一篇以《新世紀福音戰士》為題材的同人誌《EVA DX》。
1999年，荒川弘以獸人為題材的奇幻短篇漫畫《STRAY DOG》投稿獲得第9屆艾尼克斯21世紀漫畫大獎後，離開家鄉前往東京找尋成為漫畫家的機會。來到東京的荒川弘起初過著一邊打著像是保全、便當工廠的雜工，另外一邊投稿的生活。在此期間曾在創作《咕嚕咕嚕魔法陣》的漫畫家衛藤浩幸下擔任助手，並有在2000年發表一篇以幻想的上海市為背景、打擊邪惡妖怪為題材的短篇《上海妖魔鬼怪》。
2001年夏季，荒川弘在雜誌《月刊少年GANGAN》上發表奇幻少年漫畫《鋼之鍊金術師》後開始獲得關注。此作品在往後9年連載完畢前期間曾改編成電視動畫、OVA，並讓荒川弘多次以此拿下各項大獎。
在《鋼之鍊金術師》完結後，荒川弘於2011年在《週刊少年Sunday》上推出酪農題材漫畫《銀之匙 Silver Spoon》。另外也有與同樣喜愛三國時代歷史、曾共事過的助手杜康潤共同合著以該時期為題材的四格漫畫《三国志魂》；或是以自身過去從事的酪農工作經驗、於家鄉發生之實際趣事的隨筆漫畫《百姓貴族》等創作發表。

## 作品

### 長篇
- 鋼之鍊金術師（於《月刊少年GANGAN》2001至2010年期間連載，全108話。）
- 獸神演武（2006至2009年於《GANGAN Powered》連載；2009年6月至2010年9月則改於《月刊少年GANGAN》發表，原作與腳本分別為黃金周與社稜。）
- 百姓貴族（2006至2009年於《Un Poco》連載；2009年7月往後改於《月刊Wings》發表。）
- 银之匙 Silver Spoon（2011年至2019年於《周刊少年Sunday》連載，全131话）
- 亞爾斯蘭戰記（2013年起在《別冊少年Magazine》連載，原作為田中芳樹。）
- 黃泉使者（2021年起在《月刊少年GANGAN》連載。）

### 短篇
- STRAY DOG（1999年在《月刊少年GANGAN》雜誌發表。）
- 突擊鄰家的艾尼克斯（ ；2000年在《月刊少年GANGAN》雜誌發表。）
- 此條街下（この街の下で，2000年、『東京魔人學園剣風帖短編集 3』）
- 上海妖魔鬼怪（2000、2002、2006年等在《月刊少年GANGAN》或《月刊少年GANGAN WING》發表。）
- RAIDEN-18（《月刊Sunday Gene-X》2005年8月号、2006年1月号、2011年1月号、2021年2月号）全4話
- 蒼天的蝙蝠（2006年在《月刊少年GANGAN Custom》發表。）

### 插圖
- 希臘神話解體新書（1998年由光榮出版關於希臘神話登場人物的解說書，擔任部份角色的插畫。）
- 電擊文庫編輯部・編2005年特刊（插圖、專欄。）
- 絕望先生（2007年電視動畫第8集片尾插圖。）
- 繼父（宫部美幸2008年小說的封面插圖。）
- The Demon's Lexicon（西洋小說，2009年日文版封面插圖。）
- 星屑番外地（2009年第1集書腰帶插圖與留言寄稿。）
- 荒川爆笑團×2（2010年電視動畫第10集片尾插圖。）
- 信長協奏曲（2011年第4集片尾書腰插圖・留言。）
- 為鈴木央的2015年電視動畫《七大罪》片尾插圖（第24集）

### 對談
- 雜誌《創》2006年6月號與久米田康治的對談。
- 雜誌《月刊Big Comic Spirits》2009年10月號與結城正美的對談。[13]

### 設定集
- 鋼之鍊金術師完全導讀手冊（2003年）
- 鋼之鍊金術師完全導讀手冊 2（2005年）
- 鋼之鍊金術師 角色導讀（2009年）
- 鋼之鍊金術師完全導讀手冊 3（2009年）

### 畫冊
- 荒川弘原畫集：鋼之鍊金術師（2004年）
- 鋼之鍊金術師線画資料集（2006年）
- 荒川弘原畫集：鋼之鍊金術師2（2006年）
- 荒川弘原畫集：鋼之鍊金術師3（2011年）

### 其他作品
- 董卓圖鑑（1996年自費出版的以《三國志》為題材同人誌）
- EVADX（1998年以「稱霸全國」（ZENKOKUSEIHA）筆名自費出版的以《新世紀福音戰士》為題材同人誌。）
- 伊手高中柔道部（2004年第10集的附錄漫畫。）
- 藤田和日郎（2009年畫集；訊息寄搞。）
- 週刊新漫畫日本史（2011年第35集關於相撲手雷電為右衛門内容。[14]）
- 三國志魂上・下卷（2012年與助手杜康潤合著。）

## 得獎
- 2000年以《STRAY DOG》成為第9屆艾尼克斯21世紀漫畫大賞得獎人。[13]
- 2004年以《鋼之鍊金術師》成為第49屆小學館漫畫賞得獎人。[15]
- 2006年以《鋼之鍊金術師》成為第5屆東京アニメアワード原作賞得獎人。[16]
- 2011年以《鋼之鍊金術師》成為第15屆手塚治虫文化賞新生賞得獎人。[17]
- 2011年以《鋼之鍊金術師》成為第42屆星雲賞漫畫部門得獎人。[18]
- 2012年以《銀之匙 Silver Spoon》成為第5屆漫畫大賞2012得獎人。[19]
- 2012年以《銀之匙 Silver Spoon》成為第58屆小學館漫畫賞得獎人。[20]
- 2013年以《銀之匙 Silver Spoon》獲得第1屆Content Award of Japan Food Culture[21]

## 其它
個人自畫像為戴著眼鏡的乳牛，採用契機為因出生自酪農家庭、以及本身為金牛座的因素。由于其自画像为乳牛，而且是岁数较大的女性，所以被部分人称为「牛姨」或「牛媽」。
為已婚人士，依序在2007、2011及2014年共生下三名孩子。
在故鄉的家訓為「不幹活的人沒飯吃」。
最喜歡的地方及顏色分別為山與天空藍，尊敬的漫畫家為昭和時期的田河水泡。也是內藤泰弘的漫畫《槍神Trigun》的粉絲，曾在《槍神》劇場版上映期間寄插圖加油打氣。在喜愛作家方面，有山田章博以及小說《奇諾之旅》；而她本人承認沒有看過任何一本被認為是喜歡奇幻作品的人必看的小說，例如《魔戒》、《哈利波特》等。

## 爭議
荒川弘于《月刊Sunday Gene-X》2011年1月号（2010年12月发行）上登载《RAIDEN-18》第三话中创作了恶搞毛泽东的内容，2021年6月9日该作品结集出版单行本后，该情节被中国大陆的爱好者间发现，并且在《月刊Sunday Gene-X》2021年7月号（6月发行）上登载的作者访谈中抱怨中国大陆盗版刊印的《钢之炼金术师》太多导致正版销售不佳，所以希望创作一些对中国敏感的内容来迫使盗印商不敢盗版，这些行为在中国大陆的爱好者间引起轩然大波，对其行为十分不满，要求其道歉并提倡要抵制其创作的作品，包括《钢之炼金术师》。

## 相關人士
- 高橋彌七郎：輕小說《灼眼的夏娜》作者，好友。
- 森泰士：漫畫《伊手高中柔道部》，與荒川弘彼此為對方作品的喜好者。

### 合作助手
- 杜康潤
- 高枝景水